# PBX2
PBX2 (англ. PBX homeobox 2) – білок, який кодується однойменним геном, розташованим у людей на короткому плечі 6-ї хромосоми. Довжина поліпептидного ланцюга білка становить 430 амінокислот, а молекулярна маса — 45 881.
| 10         |  | 20         |  | 30         |  | 40         |  | 50         |
| ---------- |  | ---------- |  | ---------- |  | ---------- |  | ---------- |
| MDERLLGPPP |  | PGGGRGGLGL |  | VSGEPGGPGE |  | PPGGGDPGGG |  | SGGVPGGRGK |
| QDIGDILQQI |  | MTITDQSLDE |  | AQAKKHALNC |  | HRMKPALFSV |  | LCEIKEKTGL |
| SIRSSQEEEP |  | VDPQLMRLDN |  | MLLAEGVAGP |  | EKGGGSAAAA |  | AAAAASGGGV |
| SPDNSIEHSD |  | YRSKLAQIRH |  | IYHSELEKYE |  | QACNEFTTHV |  | MNLLREQSRT |
| RPVAPKEMER |  | MVSIIHRKFS |  | AIQMQLKQST |  | CEAVMILRSR |  | FLDARRKRRN |
| FSKQATEVLN |  | EYFYSHLSNP |  | YPSEEAKEEL |  | AKKCGITVSQ |  | VSNWFGNKRI |
| RYKKNIGKFQ |  | EEANIYAVKT |  | AVSVTQGGHS |  | RTSSPTPPSS |  | AGSGGSFNLS |
| GSGDMFLGMP |  | GLNGDSYSAS |  | QVESLRHSMG |  | PGGYGDNLGG |  | GQMYSPREMR |
| ANGSWQEAVT |  | PSSVTSPTEG |  | PGSVHSDTSN |  |            |  |            |

A: Аланін

C: Цистеїн

D: Аспарагінова кислота

E: Глутамінова кислота

F: Фенілаланін

G: Гліцин

H: Гістидин

I: Ізолейцин

K: Лізин

L: Лейцин

M: Метіонін

N: Аспарагін

P: Пролін

Q: Глутамін

R: Аргінін

S: Серин

T: Треонін

V: Валін

W: Триптофан

Кодований геном білок за функціями належить до активаторів, фосфопротеїнів. 
Задіяний у таких біологічних процесах, як транскрипція, регуляція транскрипції. 
Білок має сайт для зв'язування з ДНК. 
Локалізований у ядрі.